# Guy Burgel
Pour les articles homonymes, voir Burgel.
Guy Burgel, né le 15 avril 1939 à Paris 17e, est un universitaire français. Il est professeur de géographie urbaine à l’université Paris X Nanterre de 1976 à 2005.

## Biographie

### Formation et carrière d'enseignant-chercheur
Élève de l'École normale supérieure de Paris (ENS Ulm), Guy Burgel obtient une licence en lettres classiques, puis est reçu à agrégation de géographie en 1963. Il est alors immédiatement recruté en tant qu'expert du ministère des Affaires étrangères au Centre des Sciences sociales d’Athènes pour mener une enquête sur le village de Pobia (Crète) pendant plusieurs mois, jusqu'à la publication des résultats en 1965. Cette même année, il intègre le CNRS, d'abord comme attaché, puis comme chargé de recherche. C'est dans ce contexte professionnel qu'il publie son premier travail de géographie urbaine, La Condition industrielle à Athènes : étude socio-géographique, en deux volumes : Les hommes et leur vie (1970) puis Mobilité sociale et mobilité géographique (1972). En 1974, il soutient sa thèse d’État à l'Université Paris I, avec Pierre George comme directeur, sous le titre Athènes : étude de la croissance d'une capitale méditerranéenne. Celle-ci est publiée en version intégrale l'année suivante, puis dans une version courte remaniée en 1981.
En 1974, il est nommé professeur de géographie à l'Université de Strasbourg. Cette même année, il devient également maître de conférences à l'Institut d'études politiques de Paris, fonction d’enseignement qu’il assure jusqu’en 1982. En 1976, à la fin de l’année universitaire, il quitte l'Université de Strasbourg et rejoint l'Université Paris X, toujours en tant que professeur de géographie, mais également pour assurer les fonctions de directeur du Laboratoire de géographie urbaine (LGU), poste qu'il occupe jusqu'en 2005.
En 1978, il fonde avec son épouse, Galia Burgel, la revue « Villes en parallèle », qui a pour vocation d'être la vitrine du Laboratoire de géographie urbaine (LGU). Au fil des années et des coopérations internationales, les numéros deviennent thématiques et élargissent sans cesse les aires culturelles abordées : Méditerranée, Europe de l’Est, Amérique du Nord, Afrique subsaharienne, Asie, Amérique latine enfin, avec le plus souvent en contrepoint une référence à la France. 48 numéros (31 volumes, sans compter 4 tomes hors-série) sont produits jusqu’en 2013.
Après avoir consacré ses premiers travaux à la Grèce, Guy Burgel étudie le fait urbain en France, ce qui le conduit notamment à contribuer au dernier tome de la série Histoire de la France urbaine dirigée par Georges Duby, intitulé La Ville aujourd'hui. Croissance urbaine et crise du citadin (1985) et dirigé par Marcel Roncayolo. De 1986 à 1989, il est co-responsable du groupement de recherche du CNRS baptisé « Banlieues et changements urbains [en France] ». Il s'intéresse également au fait urbain à l'échelle globale, avec La Ville aujourd'hui (1993), La Ville contemporaine après 1945, sixième et dernière partie de L'Histoire de l'Europe urbaine (2003) dirigée par Jean-Luc Pinol, puis La Revanche des villes (2006) et Géographie urbaine (2015).

### Engagements dans la cité
Dans le contexte des débats sur le Grand Paris, Guy Burgel a  écrit des ouvrages programmatiques sur l'urbanisme francilien : Paris. Avenir de la France (1999) et Paris meurt-il ? (2008). Plus récemment, on lui doit aussi des plaidoyers pour la prise en compte de la ville dans les agendas politiques, qui coïncident avec l'échéance des élections présidentielles : Pour la ville (2012) et Questions urbaines (2017). Enfin, plus généralement, Guy Burgel a écrit de nombreuses tribunes sur des problématiques liées à l’aménagement de la ville dans Le Monde, Libération ou encore Le Nouvel Observateur.
En 2005-2006, après le départ à la retraite de Guy Burgel, le Laboratoire de géographie urbaine (LGU) de Paris X-Nanterre est démantelé, en dépit du risque de dispersion des importants fonds documentaires et bibliothécaires qu'implique une telle mesure. Ni la protestation vive de celui qui a été directeur de la structure pendant près de trente ans, ni la mobilisation d’importantes figures universitaires comme René Rémond ou Marcel Roncayolo ne permettent de revenir sur cette décision. Dans Université, une misère française (2006), Guy Burgel revient sur cette expérience au travers d’une analyse critique du monde universitaire qui, selon lui, « se pense de gauche mais est profondément réactionnaire ».

### Reconnaissances honorifiques
- En 2007, Guy Burgel est nommé membre associé de l'Académie d'architecture, sise place des Vosges.
- En 2012, Guy Burgel est fait docteur honoris causa de l'Université nationale polytechnique d'Athènes.

## Ouvrages
- Pobia. Étude géographique d’un village crétois : 1965, Athènes, Centre des Sciences sociales d’Athènes, 143 p.
- La Condition industrielle à Athènes : étude socio-géographique. Volume 1 : Les hommes et leur vie (1970). Volume 2 : Mobilité sociale et mobilité géographique (1972), Paris, Éditions du CNRS, 160 p. et 180 p.
- Athènes, étude de la croissance d’une capitale méditerranéenne : 1975, Lille, Atelier de reproduction des thèses , 612 p.+ 165 p.
- Croissance urbaine et développement capitaliste. Le miracle athénien : 1981, Paris, Éditions du CNRS, 271 p. [version remaniée de la thèse de 1975]
- La Ville aujourd'hui : 1993, Paris, Hachette, 220 p.
- Paris, avenir de la France : 1999, La Tour-d'Aigues, Éditions de l’Aube, 240 p.
- Du tiers-monde aux tiers-mondes : 2000, Paris, Dunod, 128 p.
- Le Miracle athénien au XXe siècle : 2002, Paris, Éditions du CNRS, 365 p. [version remaniée de l'ouvrage de 1981]
- La Revanche des villes : 2006, Paris, Hachette, 239 p.
- Université, une misère française : 2006, Paris, Hachette , 183 p.
- Paris meurt-il ? : 2008, Paris, Perrin, 183 p.
- Pour la ville : 2012, Ivry-sur-Seine, Éditions Créaphis, 128 p.
- Géographie urbaine (avec Alexandre Grondeau) : 2015, Paris, Hachette, 288 p.
- Essais critiques sur la ville (dir.) : 2015, Gollion (Suisse), Éditions Infolio, 530 p.
- Questions urbaines : 2017, La Tour-d'Aigues, Éditions de l'Aube, 144 p.
- Un demi-siècle d’urbanisation dans la région lyonnaise (1962-2010) : 2017, Paris, Éditions, Cerema, 172 p.

## Coopérations
- Marcel Roncayolo (dir.) La Ville aujourd'hui. Croissance urbaine et crise du citadin, vol. 5 de la série Histoire de la France urbaine dirigée par Georges Duby : 1985, Paris, Seuil, 668 p. Réédition augmentée : Marcel Roncayolo (dir.), La Ville aujourd'hui. Mutations urbaines, décentralisation urbaine et crise du citadin : 2001, Paris, Seuil, 928 p.
- Histoire de l’Europe urbaine [deux volumes], sous la direction de Jean-Luc Pinol, 2003, Paris, Seuil, 1824 p. Réédition de la contribution en volume isolé : Guy Burgel, La Ville contemporaine après 1945, 2012, Paris, 448 p.